# واقع‌گرایی راهبردی
واقع‌گرایی راهبردی یک نظریه روابط بین‌الملل است که از واقع‌گرایی برگرفته شده و توسط توماس شلینگ ارائه شده‌است.